# أبو مركوب
أبو مركوب أو أبو سفَّاقة أو حذاء النيل الأبيض (Balaeniceps rex) أو أبو أحذية في السودان، وهو نوع من الطيور الشاملة، وهو النوع الوحيد في جنسه (Balaeniceps) والأسرة (Balaenicipitidae). أُطلق عليه هذا الاسم بسبب منقاره الذي هو بحجم رأسه أو أكبر منه، وسمي بأبو مركوب نسبة للشبه الكبير بين منقاره وحذاء يدعي المركوب وهو الحذاء التقليدي للرجال في السودان ويعد من الطيور الخواضة كاللقلق ومالك الحزين. وهو مهدد حاليا بسبب تدمير بيئتها الطبيعية.

## مرفولوجيا

### القياسات
- حذاء النيل الأبيض من الطيور الخواضة كبيرة الحجم فطولها يصل إلى (100-120 سم) ولها سيقان طويلة ومنقار ضخم الحجم ويمكن وصول طول الأجنحة إلى 2.30 متر، وهو يزن حوالي 4-7 كغ، والذكور أكبر من الإناث ولها منقار طويل وهناك فرق بين ريشهما.

### المظهر العام
- ولحذاء النيل الأبيض ريش رمادي مزرق لكلا الجنسين، أما ريش الصغار فهو أسود اللون وله انعكاسات خضراء، والجزء السفلي للطائر هو أخف من الأعلى بسبب تواجد منقار ضخم في فمه بالإضافة للرأس الكبيرة، وشكل المنقار هو في الواقع مناسب جدا للصيد في المياه العكرة والضحلة، ويتميز بالعيون الكبيرة التي تقع في مقدمة الرأس.

## السلوك
- حذاء النيل الأبيض هو طائر انفرادي وهو يتواجد في كل كيلومتر واحد ثلاث طيور فقط، ولكن تتواجد في أزواج أثناء التغذي والتزواج، وأثناء التعشيش يستقر ويدافع عن صغاره ضد الحيوانات المفترسة، ولكن أيضا ضد أي دخيل. وهي طيور خجولة تجاه البشر .
- أثناء الدورة الإنجابية (3 - 4 أشهر) تحصد الذكور النباتات لتجديد العش وهي في المقام الأول طريقة للإغواء.
- حذاء النيل الأبيض هي طيور صامتة ولكنها كثيرا ما تعض خصوصا عند الكبار لتحية بعضها البعض في العش، ويمكن للبالغين أيضا إجراء الضجيج قليلا أو الصهيل مثل الخوار الصغير، وعند تناول الغذاء تصدر صوت يشبه الزوبعة.

### الطيران
- هذه الطيور ليست مهاجرة، ولكن إذا كان مصادر الغذاء غير كافي فإنه يمكن أن تتحرك حركات موسمية بين مناطق التكاثر والغذاء، ويطير وعنقه راجعة للخلف وهي طيور بطيئة وهي قادرة على التزلج في الماء والتحرك بإتجاه التيار الصاعد.

### الغذاء
أكله المفضل هو الأسماك ويتغذى على أسماك السلور والأسماك الرئوية والبلطي والأفاعي المائية والضفادع وربما أيضا في بعض الأحيان يأكل السحالي والسلاحف وصغار التماسيح والرخويات (القواقع) والقوارض والطيور الصغيرة والجيف. المناطق المفضلة للصيد هي المياه الضحلة بالقرب من النباتات الكبيرة وخاصة إذا كانت المياه مرتفعة لتسهيل الرؤية ويقطع رؤس الأسماك قبل أكلها.

### التكاثر
تضع أنثى حذاء النيل الأبيض بيضتان إلى ثلاثة، وتستمر فترة الحضانة 30 يوما ويحرس الزوجان العش ضد أي دخيل، ويتناوب الزوجان البحث عن الغذاء و حراسة العش وبعد 35 يوم يصبحان يذهبا معا للصيد ويتركان الصغار في العش وحدهما بعد أن أصبحت قادرة على الدفاع عن نفسها ولا تستطيع الطيران إلا بعد 105 - 112 يوم ويواصلان الأبوين تغذيتها. وأقصى مراحل النضج الجنسي هو بعد 3 إلى 4 سنوات، ويمكن أن تصل إلى 35 سنة تحت الأسر .

## التوزيع
حذاء النيل الأبيض هو طائر مقيم في أفريقيا، لا سيما في أفريقيا الاستوائية الشرقية والوسطى. وتتواجد في البحيرات والأنهار والمستنقعات المليئة بالبردي والقصب وخاصة في شمال أوغندا (بحيرة فيكتوريا على سبيل المثال)، غرب تنزانيا وجنوب السودان (في النيل الأبيض) ومستنقعات بانغوالو في شمال شرق زامبيا. عموماً توزيعه هو نفس توزيع سمك الرئوية.

## التهديدات
- تعتبر تدمير الموائل والمستنقعات هي السبب الرئيسي في تهديد هذا الطائر (تحويل الأراضي الرطبة لأراضي زراعية) ولكن أيضا صيدها ووضعها في حدائق الحيوانات سبب أخر، ونضيف لها الحرائق والفيضانات وسحق أوكارها من طرف الماشية.
- ووفقا لمنظمة حياة الطيور، تم تحديد عدد هذه الطيور والتي قدرت ب 12.000 إلى 15.000 فرد في عام 1997، ولكن عام 2002 قدرت ب8.000 فرد فقط.
- وقد صنفت في الاتفاقية الأوروبية - الأفريقية - الأسيوية لحفظ الطيور المائية المهاجرة، أي الأنواع التي يحدد عددها ب أقل من 10.000 وقد صنفت أيضا بالملحق الثاني من الاتفاقية للقائمة الحمراء للأنواع المهددة بالإنقراض.